# Bahnhof Zepernick (b Bernau)
Der S-Bahnhof Zepernick (b Bernau) ist ein Bahnhof der Berliner S-Bahn. Er befindet sich am Streckenkilometer 18,2 der Stettiner Bahn in der brandenburgischen Gemeinde Panketal.

## Lage und Aufbau

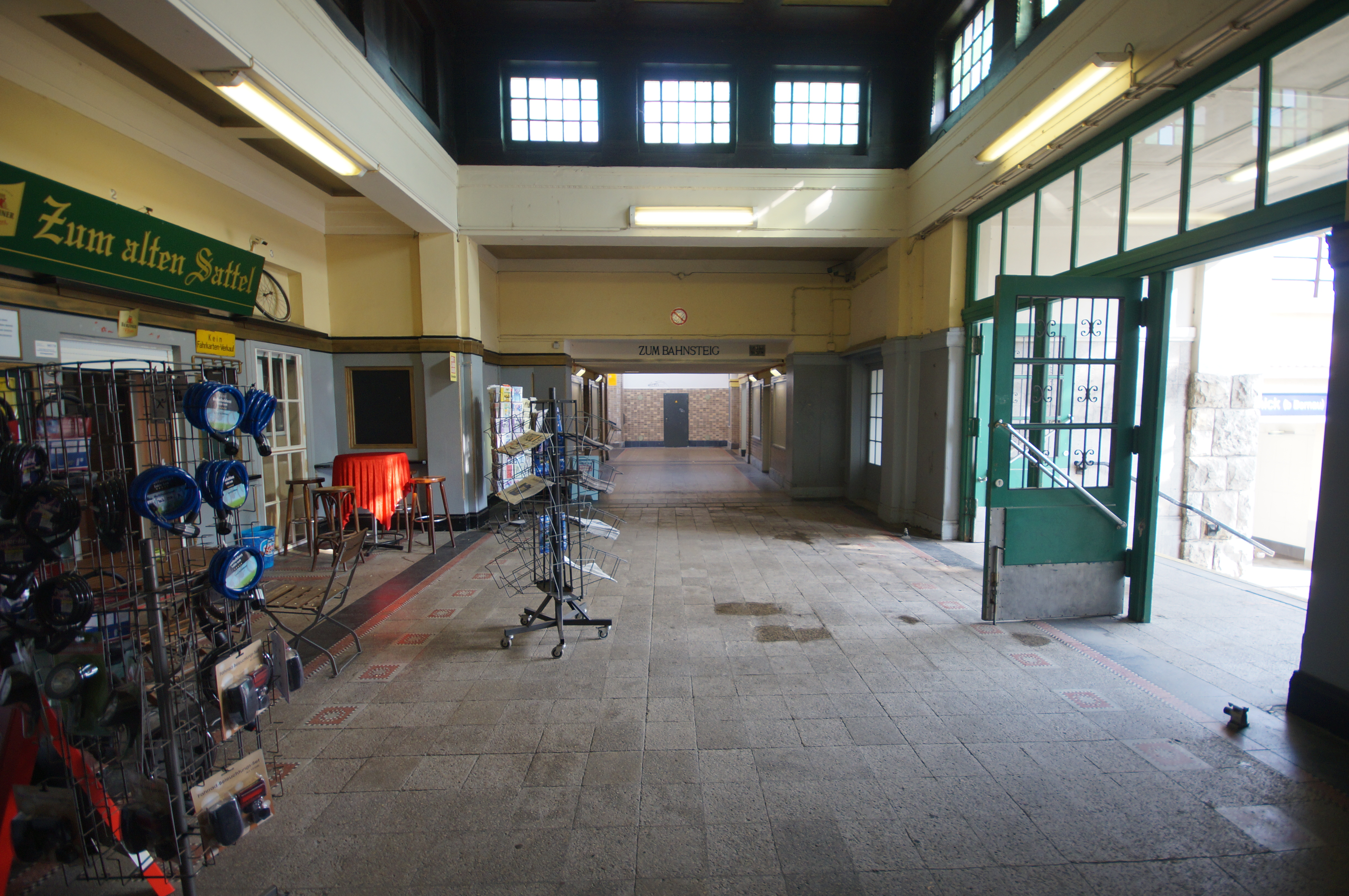
Die Bahnhofshalle

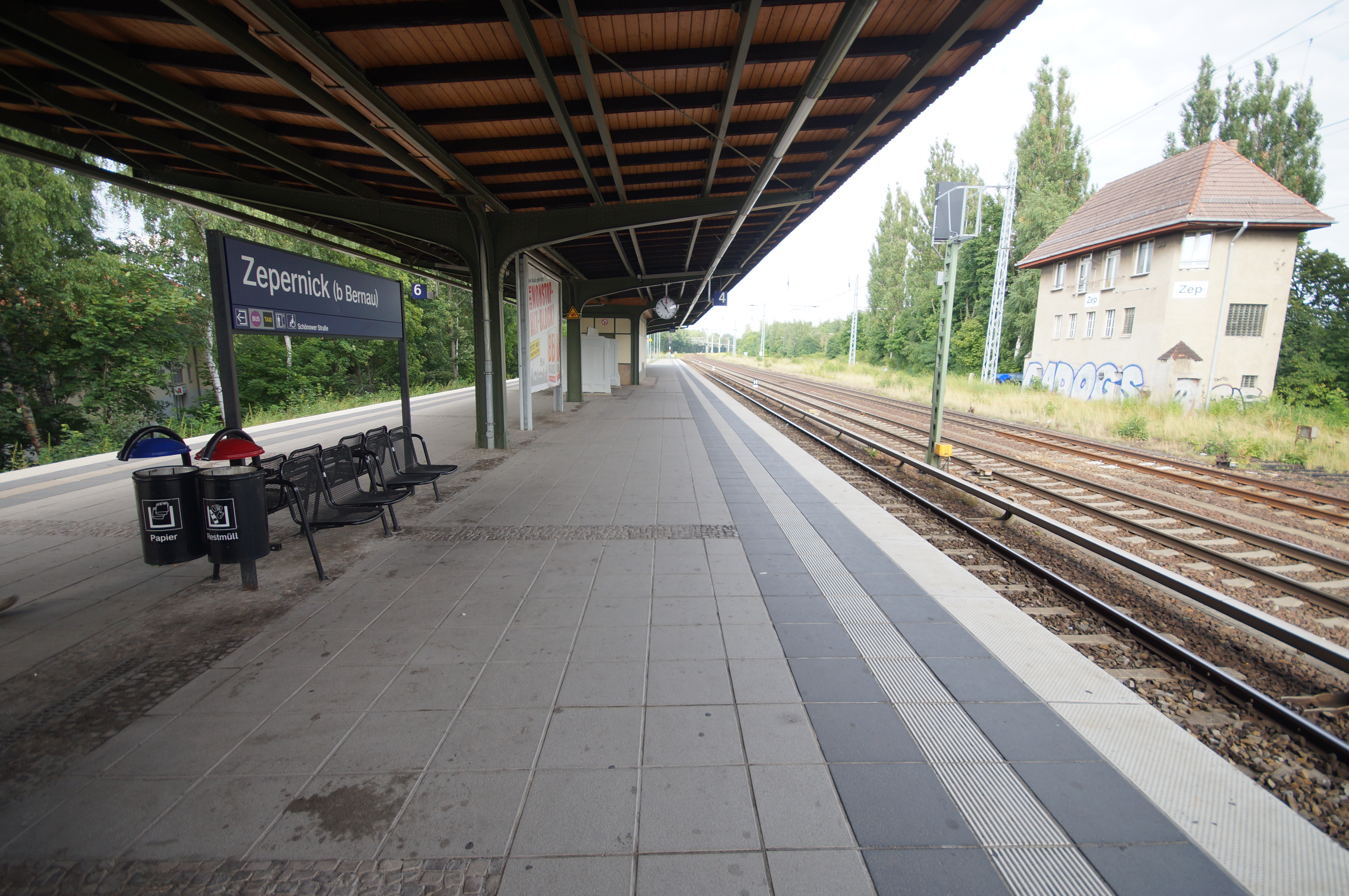
Die Bahnsteige des Bahnhofs Zepernick (b Bernau)

Der Bahnhof liegt nordöstlich der Überführung Schönower Straße im Ortsteil Zepernick. Die benachbarten Stationen sind Röntgental in 1,7 Kilometern Entfernung im Südwesten sowie Bernau-Friedenstal in drei Kilometern Entfernung im Nordosten. Er umfasst einen teilweise überdachten, 170 Meter langen Mittelbahnsteig sowie ein Empfangsgebäude am südwestlichen Ende. Der Zugang erfolgt ausschließlich von der Schönower Straße aus. Zusätzlich zu den Treppenaufgängen besteht eine Aufzugsanlage.
Das Empfangsgebäude dient nicht mehr dem ursprünglichen Zweck. Es wurde 2009 von der Gemeinde Panketal erworben. Über eine Nachnutzung ist noch nicht entschieden worden.
Die Gesamtanlage ist als Baudenkmal in der Landesdenkmalliste des Landes Brandenburg aufgenommen.

## Geschichte
Am 1. September 1881 richteten die Preußischen Staatseisenbahnen den ersten Haltepunkt in Zepernick ein, der 1910 mit dem Zusatz (Kr Niederbarnim) versehen wurde. Ab 1911 begann der viergleisige Ausbau der Stettiner Bahn und die Höherlegung der Bahntrasse auf einen Damm. Zepernick wurde ausschließlich zum Halt für die Vorortzüge zwischen dem Stettiner Bahnhof in Berlin und Bernau. Nach dem Abschluss dieser Maßnahme beabsichtigten die Preußischen Staatsbahnen die Elektrifizierung der Vorortgleise mit Wechselstrom und Abnahme über Oberleitung. 1922 entschied sich die 1920 gegründete Deutsche Reichsbahn gegen den Wechselstrom- und für einen Gleichstrombetrieb mit Stromabnahme über eine seitliche Stromschiene. Die Hyperinflation verzögerte das Vorhaben zunächst, so dass die Arbeiten erst Mitte 1924 abgeschlossen wurden. Am 8. August 1924 verkehrte der erste elektrische Vorortzug von Berlin Stettiner Vorortbahnhof nach Bernau mit Halt in Zepernick. Ab dem 1. Dezember 1930 wurde dieser Vorortverkehr als S-Bahn bezeichnet.
Der S-Bahn-Verkehr ruhte kriegsbedingt zwischen April 1945 und dem 21. Juni 1945. Die ersten Züge verkehrten zunächst mit Dampflokomotiven, bevor ab dem 13. August 1945 wieder elektrische Züge zum Einsatz kamen. Das zweite Streckengleis an den Vorort- und Ferngleisen der Stettiner Bahn wurde als Reparationsleistung für die Sowjetunion abgebaut, in Zepernick blieb das zweite Vorortgleis für Zugkreuzungen erhalten.
Da der Kreis Niederbarnim 1952 aufgelöst wurde, erfolgte zum 17. Mai 1953 die Änderung des Zusatzes (Kr Niederbarnim) in (b Bernau).
Ab dem 9. August 1969 entfielen die Zugkreuzungen in Zepernick und es erfolgte der Rückbau zum Haltepunkt, nachdem die Deutsche Reichsbahn die Fahrpläne der S-Bahn entsprechend anpasste. Um im morgendlichen Berufsverkehr dennoch einen Zehn-Minuten-Takt von Bernau nach Berlin anbieten zu können, verkehrte ein Umlauf von Bernau bis Berlin-Buch ohne Halt in Zepernick und Röntgental. Das S-Bahn-Gleis befand sich zunächst wie an den anderen eingleisigen Stationen auf der Südseite des Bahnhofs und wurde 1974 auf die Nordseite verlegt. Im gleichen Jahr wurden die Bahnsteigsperren entfernt, zwei Jahre zuvor wurde bereits die Aufsicht vom Bahnhof abgezogen. Bis zum 18. März 1985 wurde das zweite S-Bahn-Gleis wieder in Betrieb genommen, planmäßige Zugkreuzungen erfolgten wieder ab dem 1. Juni 1986. Ebenfalls 1985 gingen Leuchtkasten-Richtungsanzeiger in Betrieb.
Am 29. Oktober 2010 erhielt der Bahnhof im Rahmen des Konjunkturpakets I der Bundesrepublik Deutschland eine Aufzugsanlage für den barrierefreien Zugang.

## Anbindung
Der Bahnhof wird von der Linie S2 der S-Bahn Berlin im 20-Minuten-Takt bedient. Es bestehen Umsteigemöglichkeiten zu den Buslinien 867, 868, 891, 900 und 901 der Barnimer Busgesellschaft.
| Linie | Verlauf | Takt |
| ----- | --- | ---- |
|       | Bernau – Bernau-Friedenstal – Zepernick – Röntgental – Buch – Karow – Blankenburg – Pankow-Heinersdorf – Pankow – Bornholmer Straße – Gesundbrunnen – Humboldthain – Nordbahnhof – Oranienburger Straße – Friedrichstraße – Brandenburger Tor – Potsdamer Platz – Anhalter Bahnhof – Yorckstraße – Südkreuz – Priesterweg – Attilastraße – Marienfelde – Buckower Chaussee – Schichauweg – Lichtenrade – Mahlow – Blankenfelde \|\| 20 min |      |